# Campeonato Europeu de Hóquei em Patins masculino sub-17 de 2014
O Campeonato Europeu de Hóquei em Patins de Juvenis Masculinos 2014 foi a 33ª edição do Campeonato Europeu de Hóquei em Patins sub17, que se realiza todos os anos. Realizou-se em Gujan-Mestras, França, entre os dias 24 e 30 de Agosto de 2014.

## Fase de grupos

### Grupo A
| Selecções | Pts | J | V | E | D | GM | GS | DG  |
| --------- | --- | - | - | - | - | -- | -- | --- |
| Itália    | 10  | 4 | 3 | 1 | 0 | 19 | 2  | +17 |
| Portugal  | 9   | 4 | 3 | 0 | 1 | 20 | 4  | +16 |
| Andorra   | 7   | 4 | 2 | 1 | 1 | 19 | 7  | +12 |
| Suíça     | 3   | 4 | 1 | 0 | 3 | 6  | 17 | –11 |
| Áustria   | 0   | 4 | 0 | 0 | 4 | 1  | 35 | –34 |

24 de Agosto de 2014
|          | Jogo |         |
| -------- | ---- | ------- |
| Portugal | 9–0  | Áustria |
| Itália   | 5–1  | Suíça   |

25 de Agosto de 2014
|         | Jogo |          |
| ------- | ---- | -------- |
| Itália  | 10–0 | Áustria  |
| Andorra | 0–5  | Portugal |

26 de Agosto de 2014
|         | Jogo |        |
| ------- | ---- | ------ |
| Áustria | 1–3  | Suíça  |
| Andorra | 1-1  | Itália |

27 de Agosto de 2014
|          | Jogo |         |
| -------- | ---- | ------- |
| Áustria  | 0–13 | Andorra |
| Portugal | 6–1  | Suíça   |

28 de Agosto de 2014
|        | Jogo |          |
| ------ | ---- | -------- |
| Suiça  | 1-5  | Andorra  |
| Itália | 3–0  | Portugal |

### Grupo B
| Selecções  | Pts | J | V | E | D | GM | GS | DG  |
| ---------- | --- | - | - | - | - | -- | -- | --- |
| Espanha    | 8   | 4 | 2 | 2 | 0 | 15 | 4  | +11 |
| França     | 7   | 4 | 2 | 1 | 1 | 13 | 5  | +8  |
| Inglaterra | 7   | 4 | 2 | 1 | 1 | 12 | 8  | +4  |
| Alemanha   | 6   | 4 | 2 | 0 | 2 | 10 | 6  | +4  |
| Israel     | 0   | 4 | 0 | 0 | 4 | 3  | 30 | –27 |

24 de Agosto de 2014
|         | Jogo |            |
| ------- | ---- | ---------- |
| Espanha | 1–1  | Inglaterra |
| França  | 7–0  | Israel     |

25 de Agosto de 2014
|          | Jogo |        |
| -------- | ---- | ------ |
| Espanha  | 10–0 | Israel |
| Alemanha | 1–0  | França |

26 de Agosto de 2014
|          | Jogo |            |
| -------- | ---- | ---------- |
| Israel   | 2–6  | Inglaterra |
| Alemanha | 0–1  | Espanha    |

27 de Agosto de 2014
|        | Jogo |            |
| ------ | ---- | ---------- |
| Israel | 1–7  | Alemanha   |
| França | 3–1  | Inglaterra |

28 de Agosto de 2014
|            | Jogo |          |
| ---------- | ---- | -------- |
| Inglaterra | 4-2  | Alemanha |
| Espanha    | 3-3  | França   |

## Fase final

### Apuramento do campeão
|  | Meias Finais          | Meias Finais          |   |                 | Final           | Final |  |
|  |                       |                       |   |                 |                 |       |  |
|  | 29-Ago-14 18:45 (J24) |                       |   |                 |                 |       |  |
|  | Espanha               | 2                     |   |                 |                 |       |  |
|  | Portugal              | 0                     |   |                 |                 |       |  |
|  |                       |                       |   |                 |                 |       |  |
|  |                       |                       |   |                 | 30-Ago-14 20:00 |       |  |
|  |                       |                       |   |                 | Espanha         | 0     |  |
|  |                       | Itália                | 1 |                 |                 |       |  |
|  |                       |                       |   |                 |                 |       |  |
|  |                       |                       |   |                 |                 |       |  |
|  |                       |                       |   |                 | 3º lugar        |       |  |
|  | 29-Ago-14 20:00 (J25) | 29-Ago-14 20:00 (J25) |   | 30-Ago-14 18:45 | 30-Ago-14 18:45 |       |  |
|  | Itália                | 3                     |   | Portugal        | 2               |       |  |
|  | França                | 1                     |   |                 | França          | 0     |  |

### 5º ao 8º lugar
|  | Etapa classificatória | Etapa classificatória |   |                 | Quinto lugar    | Quinto lugar |  |
|  |                       |                       |   |                 |                 |              |  |
|  | 29-Ago-14 16:15 (J22) |                       |   |                 |                 |              |  |
|  | Suíça                 | 3                     |   |                 |                 |              |  |
|  | Inglaterra            | 2                     |   |                 |                 |              |  |
|  |                       |                       |   |                 |                 |              |  |
|  |                       |                       |   |                 | 30-Ago-14 17:30 |              |  |
|  |                       |                       |   |                 | Suíça           | 5            |  |
|  |                       | Andorra               | 3 |                 |                 |              |  |
|  |                       |                       |   |                 |                 |              |  |
|  |                       |                       |   |                 |                 |              |  |
|  |                       |                       |   |                 | Sétimo lugar    |              |  |
|  | 29-Ago-14 17:30 (J23) | 29-Ago-14 17:30 (J23) |   | 30-Ago-14 16:15 | 30-Ago-14 16:15 |              |  |
|  | Andorra               | 2                     |   | Inglaterra      | 2               |              |  |
|  | Alemanha              | 1                     |   |                 | Alemanha        | 6            |  |

### 9º e 10º lugar
|         | Agg |        | 1ª Mão | 2ª Mão |
| ------- | --- | ------ | ------ | ------ |
| Áustria | 6-3 | Israel | 2-1    | 4-2    |

## Classificação Final
| Pos | País       |
| --- | ---------- |
|     | Itália     |
|     | Espanha    |
|     | Portugal   |
| 4   | França     |
| 5   | Suíça      |
| 6   | Andorra    |
| 7   | Alemanha   |
| 8   | Inglaterra |
| 9   | Áustria    |
| 10  | Israel     |

| Campeões Europeus 2014 |
| ---------------------- |
| ITÁLIA 6º              |